# Peter Heinz

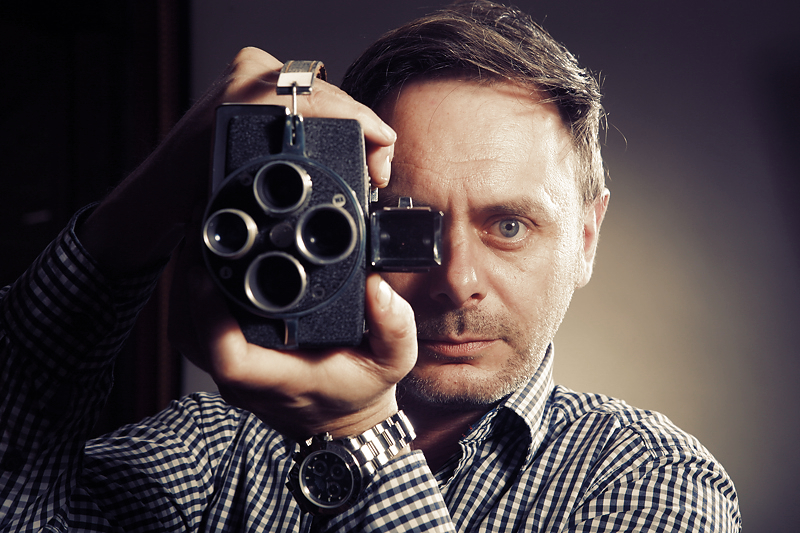
Regisseur Peter Heinz im Studio mit Mattphoto

Peter Heinz (* 1. Juni 1973 in Nastätten) ist ein deutscher Regisseur für Film und Werbung, Creative Director und Produzent.

## Leben
Aufgewachsen ist Peter Heinz unter anderem in der Umgebung von Diez in Rheinland-Pfalz und in der Nähe von Weilburg in Hessen.
Bereits in jungen Jahren sammelte Heinz seine ersten technischen Filmerfahrungen im Ausland bei dem Regionalsender Wien1 (W1) in Wien (Österreich). Im Januar 2000 wurde W1 zu einem österreichweiten Programm namens ATV ausgebaut. Nach einigen Sendungen als Redakteur bei ATV wechselte er zu den Rosenhügel-Filmstudios des ORF, wo er seine TV- und Filmerfahrung erweitern und vertiefen konnte.
Heinz verbrachte einige Jahre in unterschiedlichen Ländern und Städten im Ausland, unter anderem in London, Tokio, Marbella, Mailand und Amsterdam, bevor er wieder nach Deutschland zurückkehrte.

## Karriere
Mit seiner mittlerweile internationalen Erfahrung in unterschiedlichen Bereichen der TV- und Filmproduktion übernahm Heinz in Frankfurt am Main bei der Mediaplan-TV GmbH 2006 die leitende Stelle als ausführender Produzent und Regisseur. Dort produzierte er TV-Werbespots und Imagefilme für ein internationales Kundenklientel.
2007 realisierte er in Koblenz im Kundenauftrag den Sicherheitsfilm Elektriker Horst, der mittlerweile mehr als 7 Millionen Mal gesehen wurde. Nach Köln zog es Heinz 2008, wo er bei der Realisierung des vom WDR ausgestrahlten Doku-Soap Format Der Trödel-King mitwirkte. Für die in Köln ansässige Werbeagentur facts and fiction begleitete Heinz die Produktionen von Imagefilmen, unter anderem für die Bayer AG, Ford, B.Braun und viele andere. Bei dem internationalen Imagefilm Elements of Fascination der Bayer AG, arbeitete er eng an der Seite des Regisseurs Detlef Möllering. Der Film wurde 2009 an 20 Drehtagen, auf 30 Sets und in 5 Ländern realisiert, in mehr als 10 Sprachen übersetzt. Er erhielt unter anderem den Gold, Honor und Grand Award des Galaxy Award in New York, Drei mal Gold beim World Media Festival sowie 2010 Gold beim Cannes Corporate Media Award.
Mit dem Thema gegen häusliche Gewalt wurde Heinz 2010 konfrontiert, als er gemeinsam mit der Werbeagentur Young & Rubicam, sowie Raketenfilm aus Frankfurt, den internationalen Charity-TV Spot Stairs für den BFF realisierte. Stairs ist gleich zweifach mit dem renommierten Red Dot Design Award, sowie den Global bei den Global Awards im Jahr 2010 ausgezeichnet worden.
Nach einigen Jahren in der Werbung erweiterte Heinz seine Erfahrungen auch in der Kinofilmproduktion. Im Freilichtmuseum Molfsee bei Kiel entstand 2010 der Kinofilm des norddeutschen Regisseurs Michael Söth Bauernfrühstück – Der Film. Dieser kam 2011 in die Kinos. Besetzung Eva Habermann, John Barron, Stefan Hossfeld, Luzie Buck, Tetje Mierendorf, Fabian Harloff, Silva Gonzalez, Dirk Bach, Matthias Engel, Gerry Jochum und Buddy Ogün.
Parallel widmete sich Heinz 2010 seinem ersten Drehbuch als Autor für sein Kinofilmdebüt Der Schatten (Arbeitstitel). In der Funktion als Drehbuchautor, Regisseur und Produzent übernahm er gleich drei entscheidende Positionen bei der Kinofilmproduktion. Heinz inszenierte das Jugenddrama nach einer wahren Begebenheit, teilweise an Originalschauplätzen. Der Kinofilm in dem Eva Habermann, Ralf Richter, Mackie Heilmann in Gastrollen, Mathis Landwehr, Björn Ahrens, Nadine Heidenreich, Kieron Freigang, Mathias Harrebye-Brandt, Alexander Czerwinski und Markus Böker, in den Haupt- und Nebenrollen zu sehen sind, wurde Ende 2011 in Flensburg abgedreht. Eine Kinoaufführung oder Fernsehaufführung ist jedoch nicht bekannt.
Als erster deutscher Regisseur wurde er 2013 zusammen mit dem Kameramann Mike Eiers von der Regierung Libyens nach Libyen eingeladen und erhielt somit die erste offizielle Drehgenehmigung nach dem Fall von Muammar al-Gaddafi. Auch wurde ihm als erster Regisseur weltweit der Zugang zur Festung As-Saraya al-Ḥamra für Dreharbeiten gewährt.

## Filmografie (Auswahl)
- 2007: Elektriker Horst
- 2008: Der Trödel-King
- 2009: Elements of Fascination
- 2010: BFF Stairs
- 2011: Stereorausch
- 2011: Bauernfrühstück – Der Film (Kinofilm)
- 2012: Der Schatten (AT) (Kinofilm)
- 2013: Carnebolan
- 2014: Lysi Herp
- 2015: Ceramic Art Factory